# ひめじ手柄山遊園
ひめじ手柄山遊園（ひめじてがらやまゆうえん）は、かつて兵庫県姫路市で営業していた遊園地。姫路市民プール（ひめじしみんプール）を園内に併設していた。

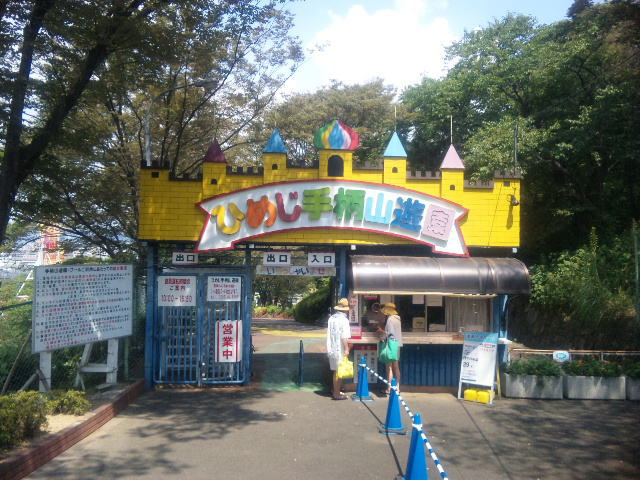
市民プール営業期間中のみ開放された山上出入口

## 歴史
姫路市が主催して1966年に開催した「姫路大博覧会」中央会場を市が再整備して同年開園した手柄山中央公園（現・手柄山平和公園）内に1974年6月、市都市整備公社が所管する市営姫路市民プールが開設されたのが始まりである。1977年にはプール隣接の園内にジェットコースターや観覧車などを設置し、同公社所管の市営遊園地「ひめじ手柄山遊園」となった。入園料は大人200円（1981年からは300円)だった。
市民プールには競技用50メートルプールのほか、造波プールや流れるプールなどを備え、公営としては播磨地方最大級の規模を誇った。市民のほか県内外の子ども会などの団体利用でもにぎわい、ピーク時の1983年夏季にはプールだけで約26万5000人が利用した。
だが、1984年の姫路セントラルパークの開業による影響や、さらには1990年代に入ってからのレジャーの多様化などで入園者数が減少したため、1996年に市民プールを除く園内の入園無料化に踏み切るとともに、遊具などを家族向けに見直すことで一時は人気を回復したといわれた。また敷地内の防犯対策として市は2006年4月から入園を再有料化（大人100円）。2010年4月、市都市整備公社などが統合して発足した姫路市まちづくり振興機構に運営を移管した。
しかし少子化の影響や2001年のユニバーサル・スタジオ・ジャパンの開業による行楽客の流出、2007年のエキスポランドジェットコースター事故後の遊具点検や維持管理の費用増大に伴いジェットコースターや観覧車などを順次休止して稼働遊具が減少したため、入園者数は再び減少。プール利用者を除く2019年の遊園地入園者数はわずか約1万4000人にとどまった。
施設の老朽化が進んだことを理由に市は2014年、遊園地を含む手柄山中央公園の再整備計画策定に着手、これに伴い手柄山遊園地と姫路市民プールは2020年9月6日の営業を最後にともに閉園した。

## 施設情報
- 開園時間：10時から17時まで。夏期のプール営業期間は9時30分から18時まで。
- 休園日：毎週水曜（祝祭日は営業）、年末年始
- 入園料：大人（中学生以上）1,000円、子供（4歳以上）500円。他に前売り割引、団体割引もある。
  - 乗り物券：11枚1,000円、1枚100円。

## 施設

### アトラクション
- ジェットコースター（休止）
- 観覧車（休止）
- スリラー館
- ペダルボート
- 変形自転車
- キッズサイクル
- キッズワンダーランド
- レール遊具
- コイン遊具
- バッテリーカー
- メロディペット
- コンビネーション遊具

かつて、日本ではめずらしいループが離れたダブルループコースターが設置されていた。

### 市民プール
7月初旬から9月初旬の約2ヶ月間は水泳、プール施設として営業。その他の期間は遊園の水上乗り物遊具に使用されていた。最終年の2020年夏季は新型コロナウイルス感染拡大防止対策として営業しなかったため、2019年夏季が最後の営業年となった。
- 流水プール：水深1m、全長250m。園内を一定方向に流れるプール。
- 造波プール：水深０mから1.6m。毎時00分になる度に8分間、人工的に波を発生させていた。
- ファミリープール：水深0.6m。
- 幼児プール：水深0.3m。
- 50mプール（公認競泳プール）、25mプール。
- 泡プール。
- 直線スライダー： 全長25mの直線スライダー。身長120cm以上から150cm未満が対象。
- スパイラルスライダー：全長100mの曲線スライダー。身長120cm未満は利用不可。

## 交通
- JR姫路駅よりバス約10分。
- 山陽電鉄本線手柄駅より徒歩約20分。

## 周辺施設
- 太平洋戦全国戦災都市空爆死没者慰霊塔
- 姫路市平和資料館
- 姫路市立水族館
- 手柄山交流ステーション
- 姫路市立手柄山温室植物園
- 姫路市文化センター
- 姫路市立姫路球場
- 姫路市立陸上競技場
- 姫路市立中央体育館
- 兵庫県立武道館